# Michał Kotkowski
Michał Kotkowski (ur. 8 grudnia 1998 r. w Poznaniu) – polski niepełnosprawny lekkoatleta specjalizujący się w biegach krótkich, brązowy medalista mistrzostw świata, dwukrotny mistrz Europy.

## Życiorys
Michał urodził 8 grudnia 1998 roku w Poznaniu z dziecięcym porażeniem mózgowym objawiającym się niedowładem prawej strony ciała. Po tej diagnozie rodzice szybko rozpoczęli jego rehabilitację poprzez pływanie. W wieku 13 lat zaczął trenować pływanie przez pięć lat, po czym w 2016 roku, z pomocą Andrzeja Wróbla, zajął się bieganiem. Skończył Szkołę Podstawową nr 75, Gimnazjum nr 5 i Liceum nr 5. Obecnie studiuje teleinformatykę na Wydziale Elektroniki i Telekomunikacji Politechniki Poznańskiej.
W 2017 roku zadebiutował na mistrzostwach świata w Londynie. W biegu na 400 metrów (T37) zdobył brązowy medal, bijąc swój rekord życiowy. Był zarazem najmłodszym zawodnikiem w stawce finalistów i najlepszym zawodnikiem z Europy. Następnego roku został dwukrotnym mistrzem Europy w Berlinie. Złote medale zdobył w biegi na 200 i 400 metrów (T37). Na koniec tych mistrzostw otrzymał również brązowy medal w biegu na 100 metrów (T37).
Podczas mistrzostw świata w 2019 roku w Dubaju w biegu na 400 metrów (T37) zajął czwarte, poprawiając swój rekord życiowy. Ten wynik dał awans Michałowi na igrzyska paraolimpijskie.

## Wyniki
| Rok  | Zawody               | Miejscowość | Konkurencja              | Wynik         | Pozycja    |
| ---- | -------------------- | ----------- | ------------------------ | ------------- | ---------- |
| 2017 | Mistrzostwa świata   | Londyn      | Bieg na 200 metrów (T37) | 24,62         | 5. miejsce |
| 2017 | Mistrzostwa świata   | Londyn      | Bieg na 400 metrów (T37) | 53,95         | 3. miejsce |
| 2017 | Mistrzostwa świata   | Londyn      | Bieg na 800 metrów (T38) | 2:09,70 (el.) | 9. miejsce |
| 2018 | Mistrzostwa Europy   | Berlin      | Bieg na 100 metrów (T37) | 12,19         | 3. miejsce |
| 2018 | Mistrzostwa Europy   | Berlin      | Bieg na 200 metrów (T37) | 24,10         | 1. miejsce |
| 2018 | Mistrzostwa Europy   | Berlin      | Bieg na 400 metrów (T37) | 53,31         | 1. miejsce |
| 2019 | Mistrzostwa świata   | Dubaj       | Bieg na 100 metrów (T37) | DSQ           | DSQ        |
| 2019 | Mistrzostwa świata   | Dubaj       | Bieg na 200 metrów (T37) | 23,54         | 8. miejsce |
| 2019 | Mistrzostwa świata   | Dubaj       | Bieg na 400 metrów (T37) | 51,83         | 4. miejsce |
| 2021 | Mistrzostwa Europy   | Bydgoszcz   | Bieg na 200 metrów (T37) | 23,31         | 2. miejsce |
| 2021 | Mistrzostwa Europy   | Bydgoszcz   | Bieg na 400 metrów (T37) | 52,40         | 2. miejsce |
| 2021 | Igrzyska olimpijskie | Tokio       | Bieg na 200 metrów (T37) | 23,12         | 5. miejsce |
| 2021 | Igrzyska olimpijskie | Tokio       | Bieg na 400 metrów (T37) | 50,60         | 4. miejsce |
| 2023 | Mistrzostwa świata   | Paryż       | Bieg na 100 metrów (T37) | 12,01         | 5. miejsce |
| 2023 | Mistrzostwa świata   | Paryż       | Bieg na 200 metrów (T37) | 24,11         | 6. miejsce |
| 2023 | Mistrzostwa świata   | Paryż       | Bieg na 400 metrów (T37) | 52,62         | 2. miejsce |